# Nidulariaceae
Нідуларіацієві, «пташине гніздо» (Nidulariaceae) — родина грибів з порядку Агарикальні (Agaricales).

## Будова

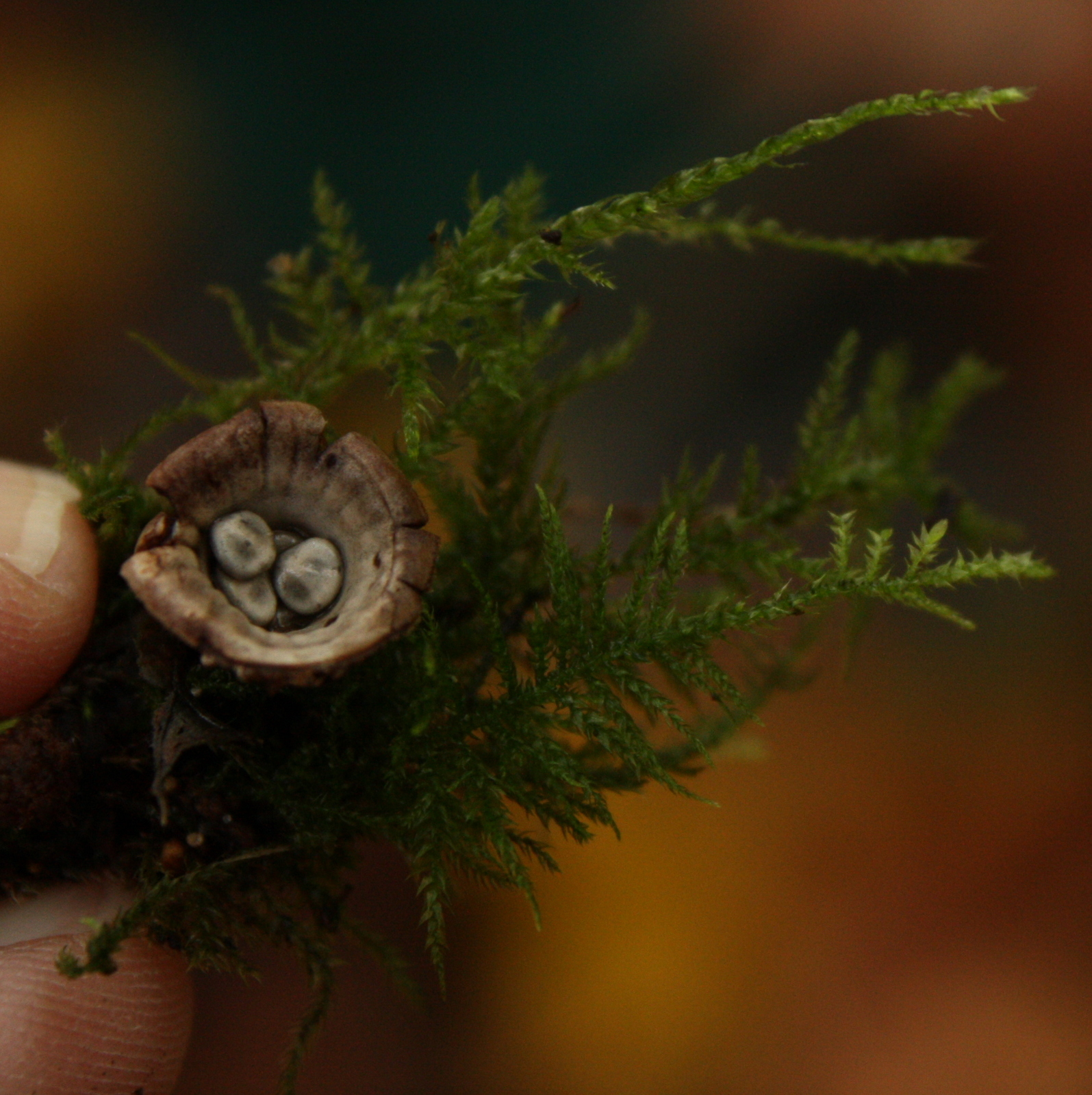
Пташине гніздо

Плодове тіло грибів Nidulariaceae у формі чаші нагадують пташине гніздо наповенене яйцями. Так звані «яйця»  — це покриті захистним шаром базидіоспори, що отримали назву перідіоли (з греки «маленька шкіряна сумка»). Зазвичай гриби ростуть мінігрупами, у яких тіла зростаються між собою. У молодих грибів чаша покрита мембраною.

## Життєвий цикл
Nidulariaceae розповсюджують за допомогою дощів. Чаша гриба виростає таким чином, що при потраплянні краплі дощу під правильним кутом у чашу, перідіолі виштовхуються з чаші на відстань до 1 метра. Існують дослідження, що одна краплина може рознести спори на відстань до 2,4 метра. Деякі перідіолі мають відросток у вигляді нитки. У польоті нитка чіпляється за гілку і перідіоль намотується на неї, де базидіоспори проростають. Також можливе поширення з послідом травоїдних тварин, що споживають плодові тіла грибів.

## Поширення та середовище існування
Ростуть у відмерлій органіці. Часто зустрічаються на мертвих деревах та землі наповненій відмершими частинами коріння чи кори. Поширені у різних регіонах планети.

## Історія
Вперше описані фламандським ботаніком Карлом Клузіусом у 1601 році в роботі «Rariorum plantarum historia», яка отримала пізніше назву «Кодексу Клузіуса» («Codex Clusianus»). Тривалий час науковці дискутують про розповсюдження Nidulariaceae. Французький ботанік Жан-Жак Поле у роботі «Traité des champignons» (1790) помилково стверджував, що перідіоли вистрілюють за допомогою прихованих у грибі механізмів.
Згідно з дослідженнями молекулярної філогенетики 2006 року Nidulariaceae виявляють спорідненість з кладом Cystodermateae (представленого видом Cystoderma amianthinum) і належать до порядку Агарикальні (Agaricales).

## Класифікація
До родини належать 5 родів: Crucibulum, Cyathus, Mycocalia, Nidula та Nidularia.